# Roy Crowson
Roy Albert Crowson (22. listopadu 1914 – 13. května 1999) byl britský biolog, specializovaný na taxonomii brouků.
Řídil zoologické oddělení University of Glasgow od roku 1949. Sbíral brouky a jejich larvy z celého světa a studoval souvislosti mezi nimi. Jeho monografie z roku 1955 , The natural classification of the families of Coleoptera, založila systém pro klasifikaci brouků, který se používá dodnes.
Jeho sbírka brouků je v uložena v Hunterian Museum and Art Gallery v Glasgow a v Natural History Museum v Londýně.
Na jeho počest je pojmenována čeleď brouků Crowsonellidae.

## Dílo
- The natural classification of the families of Coleoptera, Nathaniel Lloyd & Co., Ltd., London, 1955.
- Coleoptera: introduction and key to families, Handbooks for the identification of British insects, Royal Entomological Society of London, London, 1957.
- Classification and biology, Heinemann Educational Books Ltd, London, 1970.
- Biology of the Coleptera, Academic Press, 1981.